# Дорна-Кандренілор (комуна)
Дорна-Кандренілор (рум. Dorna Candrenilor) — комуна у повіті Сучава в Румунії. До складу комуни входять такі села (дані про населення за 2002 рік):
- Дорна-Кандренілор (1556 осіб)
- Дялу-Флорень (578 осіб)
- Пояна-Негрій (947 осіб)

Комуна розташована на відстані 330 км на північ від Бухареста, 81 км на південний захід від Сучави, 141 км на північний схід від Клуж-Напоки.

## Населення
За даними перепису населення 2002 року у комуні проживали 4684 особи.
Національний склад населення комуни:
| Національність   | Кількість осіб | Відсоток |
| ---------------- | -------------- | -------- |
| румуни           | 4647           | 99,2%    |
| цигани           | 22             | 0,5%     |
| німці            | 8              | 0,2%     |
| угорці           | 6              | 0,1%     |
| росіяни-липовани | 1              | < 0,1%   |

Рідною мовою назвали:
| Мова      | Кількість осіб | Відсоток |
| --------- | -------------- | -------- |
| румунська | 4676           | 99,8%    |
| угорська  | 4              | 0,1%     |
| німецька  | 3              | 0,1%     |
| російська | 1              | < 0,1%   |

Склад населення комуни за віросповіданням:
| Релігія        | Кількість осіб | Відсоток |
| -------------- | -------------- | -------- |
| православні    | 4537           | 96,9%    |
| п'ятдесятники  | 102            | 2,2%     |
| римо-католики  | 25             | 0,5%     |
| адвентисти     | 7              | 0,1%     |
| греко-католики | 6              | 0,1%     |
| баптисти       | 2              | < 0,1%   |
| не релігійні   | 2              | < 0,1%   |
| реформати      | 1              | < 0,1%   |
| атеїсти        | 1              | < 0,1%   |